# Rami Malek

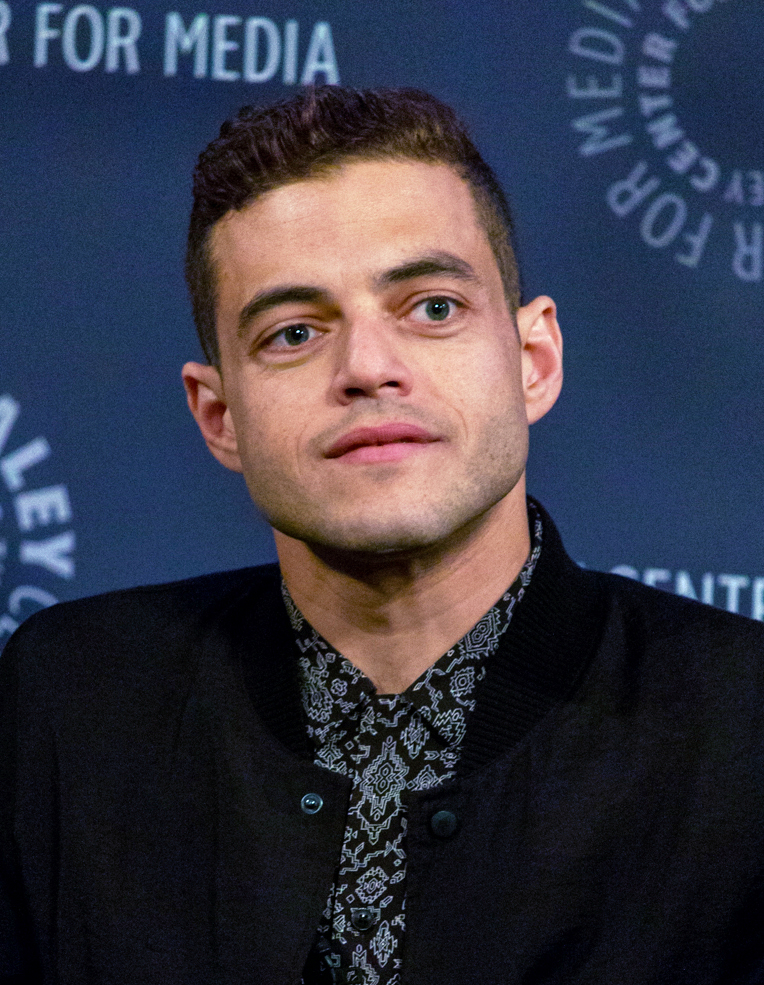
Rami Malek (2015)

Rami Said Malek (* 12. Mai 1981 in Los Angeles, Kalifornien) ist ein US-amerikanischer Schauspieler. Er wurde 2015 durch die Rolle des Hackers Elliot Alderson in der Fernsehserie Mr. Robot bekannt, für die er mit einem Emmy und einem Critics’ Choice Television Award ausgezeichnet wurde.
Für seine Verkörperung von Freddie Mercury im Musik-Biopic Bohemian Rhapsody erhielt er 2019 unter anderem einen Golden Globe als Bester Hauptdarsteller in einem Filmdrama und den Oscar als Bester Hauptdarsteller.

## Leben und Karriere
Malek wurde 1981 als Sohn koptischer Eltern aus Ägypten in Los Angeles geboren. Sein Vater war Fremdenführer in Kairo und später Versicherungsmakler. Maleks Mutter ist Buchhalterin. Er hat einen eineiigen Zwillingsbruder, der Lehrer ist, und eine Schwester, die als Unfallärztin in Washington, D.C. arbeitet. Malek studierte Schauspiel an der University of Evansville in Indiana und schloss das Studium 2003 mit dem Grad Bachelor of Fine Arts ab.
Einem breiteren Publikum wurde Malek als Kenny in der Sitcom Familienstreit de Luxe bekannt. Außerdem hatte er Gastrollen in den Serien 24, Medium, Gilmore Girls und Over There. In den Komödien Nachts im Museum, Nachts im Museum 2 und Nachts im Museum: Das geheimnisvolle Grabmal spielte er den Pharao Ahkmenrah. Eine weitere Rolle hatte er in der zehnteiligen Miniserie The Pacific als Merriell „Snafu“ Shelton.
2012 spielte Malek die Rolle des Benjamin im fünften Teil der Twilight-Saga Breaking Dawn – Biss zum Ende der Nacht, Teil 2. Es folgten weitere Film- und Fernsehauftritte. 2015 lieh er der Figur Josh in dem Survival-Horror-Computerspiel Until Dawn sein Aussehen und seine Stimme. Von 2015 bis 2019 spielte er die Hauptrolle des Elliot Alderson in Sam Esmails Fernsehserie Mr. Robot, die ihm 2016 einen Emmy und einen Critics’ Choice Television Award einbrachte.
Im September 2016 lief mit Buster’s Mal Heart beim Toronto International Film Festival der erste Film mit Malek in der Hauptrolle. Neben Charlie Hunnam übernahm er im Folgenden die Rolle des Louis Dega in der Neuverfilmung Papillon. 2017 wurde Malek in die Academy of Motion Picture Arts and Sciences (AMPAS) aufgenommen, die jährlich die Oscars vergibt.
Maleks Darstellung des Sängers Freddie Mercury in dem biografischen Film Bohemian Rhapsody (2018) erhielt weitreichende Würdigung. So gewann er einen Golden Globe sowie den Oscar und den BAFTA.
Malek war seit 2018 mit seiner britischen Schauspielkollegin Lucy Boynton liiert, mit der er zusammen in Bohemian Rhapsody vor der Kamera stand. Sie trennten sich Ende 2022. Im 25. James-Bond-Film, dem 2021 erschienenen James Bond 007: Keine Zeit zu sterben, verkörpert Malek den Gegenspieler des titelgebenden Geheimagenten. Er wird seit Mr. Robot von Bastian Sierich synchronisiert.
2022 erschien Malek in einem Cartier-Werbefilm mit der 80 Jahre alten Catherine Deneuve. Er spaziert über die Pont Alexandre III in Paris und lässt sich von Deneuves Anblick ansprechen.

## Filmografie (Auswahl)
Filme
- 2006: Nachts im Museum (Night at the Museum)
- 2009: Nachts im Museum 2 (Night at the Museum: Battle of the Smithsonian)
- 2011: Larry Crowne
- 2012: Battleship
- 2012: The Master
- 2012: Breaking Dawn – Biss zum Ende der Nacht, Teil 2 (The Twilight Saga: Breaking Dawn – Part 2)
- 2013: The Saints – Sie kannten kein Gesetz (Ain’t Them Bodies Saints)
- 2013: Oldboy
- 2013: Short Term 12 – Stille Helden (Short Term 12)
- 2014: Da Sweet Blood of Jesus
- 2014: Need for Speed
- 2014: Nachts im Museum: Das geheimnisvolle Grabmal (Night at the Museum: Secret of the Tomb)
- 2016: Buster’s Mal Heart
- 2017: Papillon
- 2018: Bohemian Rhapsody
- 2020: Die fantastische Reise des Dr. Dolittle (Dolittle, Stimme des Gorillas Chee-Chee)
- 2021: The Little Things
- 2021: James Bond 007: Keine Zeit zu sterben (No Time to Die)
- 2022: Amsterdam
- 2023: Oppenheimer
- 2025: The Amateur

Serien
- 2004: Gilmore Girls (Folge 4x11 Der Glöckner von Stars Hollow)
- 2005: Over There – Kommando Irak (Over There, 2 Folgen)
- 2005: Medium – Nichts bleibt verborgen (Medium, Folge 2x03 Reisen durch die Zeit)
- 2005–2007: Familienstreit de Luxe (The War at Home, 21 Folgen)
- 2010: 24 (3 Folgen)
- 2010: The Pacific (6 Folgen)
- 2012: Alcatraz (Folge 1x11 Webb Porter)
- 2012: Die Legende von Korra (The Legend of Korra, 3 Folgen, englische Stimme)
- 2014: Believe (Folge 1x01 Pilot)
- 2015–2019: Mr. Robot
- 2017–2018: BoJack Horseman (5 Folgen, Stimme)

Computerspiele
- 2014: Die Legende von Korra (Rolle von Tahno)
- 2015: Until Dawn (Rolle von Joshua Washington)

## Auszeichnungen und Nominierungen
Oscar
- 2019: Auszeichnung als Bester Hauptdarsteller (Bohemian Rhapsody)

Golden Globe Award
- 2016: Nominierung als Bester Serien-Hauptdarsteller – Drama (Mr. Robot)
- 2017: Nominierung als Bester Serien-Hauptdarsteller – Drama (Mr. Robot)
- 2019: Auszeichnung als Bester Hauptdarsteller – Drama (Bohemian Rhapsody)
- 2020: Nominierung als Bester Serien-Hauptdarsteller – Drama (Mr. Robot)

Primetime Emmy Award
- 2016: Auszeichnung als Hauptdarsteller in einer Dramaserie (Mr. Robot)

British Academy Film Award
- 2019: Auszeichnung als Bester Hauptdarsteller (Bohemian Rhapsody)

Screen Actors Guild Award
- 2016: Nominierung als Bester Darsteller in einer Dramaserie (Mr. Robot)
- 2017: Nominierung als Bester Darsteller in einer Dramaserie (Mr. Robot)
- 2019: Auszeichnung als Bester Hauptdarsteller (Bohemian Rhapsody)
- 2019: Nominierung als Bestes Schauspielensemble (Bohemian Rhapsody)
- 2024: Auszeichnung als Bestes Schauspielensemble (Oppenheimer)

Critics’ Choice Television Award
- 2016 (Jan.): Auszeichnung als Bester Hauptdarsteller in einer Dramaserie (Mr. Robot)
- 2016 (Dez.): Nominierung als Bester Hauptdarsteller in einer Dramaserie (Mr. Robot)

Critics’ Choice Movie Award
- 2019: Nominierung als Bester Hauptdarsteller (Bohemian Rhapsody)

Satellite Award
- 2015: Nominierung als Bester Darsteller in einer Serie – Drama (Mr. Robot)
- 2016: Nominierung als Bester Darsteller in einer Serie – Drama (Mr. Robot)
- 2018: Auszeichnung als Bester Hauptdarsteller – Komödie/Musical (Bohemian Rhapsody)

AACTA International Award
- 2019: Auszeichnung als Bester Hauptdarsteller (Bohemian Rhapsody)

Palm Springs International Film Festival
- 2019: Auszeichnung mit dem Breakthrough Performance Award (Bohemian Rhapsody)